# Kerlo
Kerlo, Kærlo (dansk) eller Kerlöh (tysk) er en mindre skov skov beliggende på gesten øst for Trenen mellem landsbyerne Treja og Sølvested i Sydslesvig. I administrativ henseende hører skoven under Treja kommune i Slesvig-Flensborg kreds i den nordtyske delstat Slesvig-Holsten. I den danske tid hørte skoven under Treja Sogn (Treja Herred, Gottorp Amt). Skoven er statsejet og var før 1864 med et areal af cirka 32 tdr. land en del af det 2. gottorpske skovridderdistrikt. Kærlo Skov udgør i dag et areal på lidt over 17 ha og består overvejende af løvskov. Den støder mod sydøst til de to privatejede skove Rumbrand og Rojskov (Raade), der tidligere tilhørte bønderne omkring Sølvested.
Nærliggende bebyggelser er Grøft (Grüft), Nedervad (Nedderwatt), Moskær (Maaskier) og Bregnrød (Brekenrude). Kærlo Hegn er sammen med naboskoven Rumbrand udpeget som habitatområde under det fælleseuropæiske Natura 2000-projekt.